# Юговичи

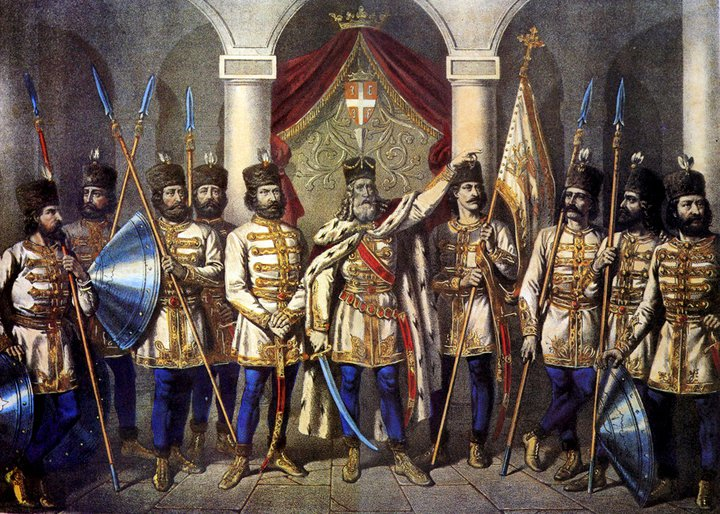
Юг-Богдан и девять Юговичей

Юговичи (серб. Југовићи, известны также, как Братья Юговичи (серб. Браћа Југовићи / Braća Jugovići) и Девять Юговичей (серб. Девет Југовића / Devet Jugovića) — девять сыновей князя Юга-Богдана, популярные мифологические персонажи сербского народного эпоса. В стихах братья Юговичи с отцом и их кровный брат Милош Обилич сражаются насмерть в Косовской битве 1389 года и умирают геройской смертью «во славе мучеников». 

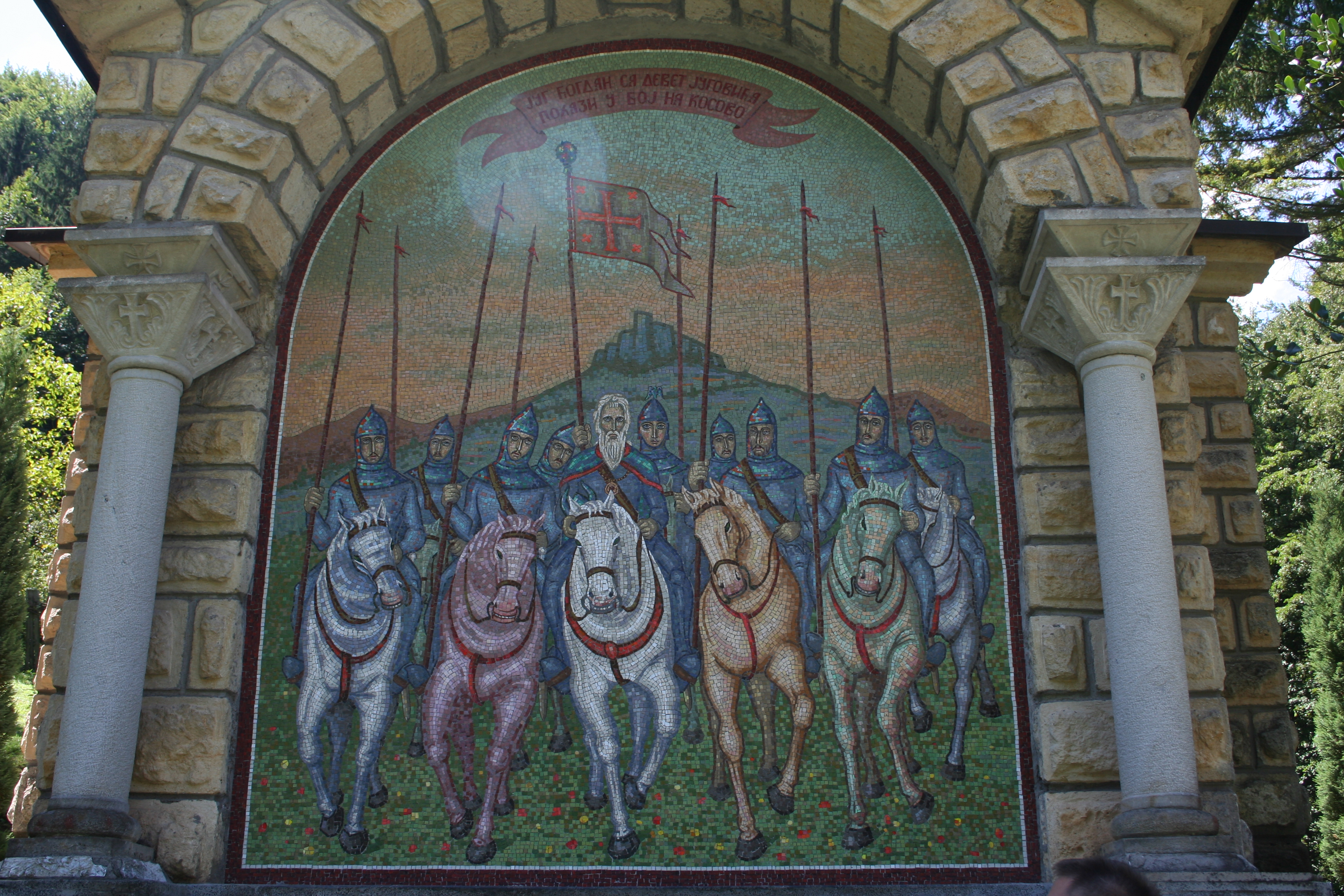
Мозаика на часовне Св. Пантелеймона в Монастыре Троноша

На Косовский бой Юг-Богдан выступил со всеми своими девятью сыновьями Юговичами, во главе войска царя (или князя) Лазаря. Их отправлению на бой, участию в бою и героической смерти посвящено много народных песен из Косовского цикла сербского эпоса. Особенно трогательно описано выступление в поход братьев Юговичей и их последовательный одного за другим отказ на просьбы дочери Юг-Богдана царицы Милицы Сербской, жены царя Лазаря, остаться дома для защиты женщин, а также их смерть и смерть их матери.

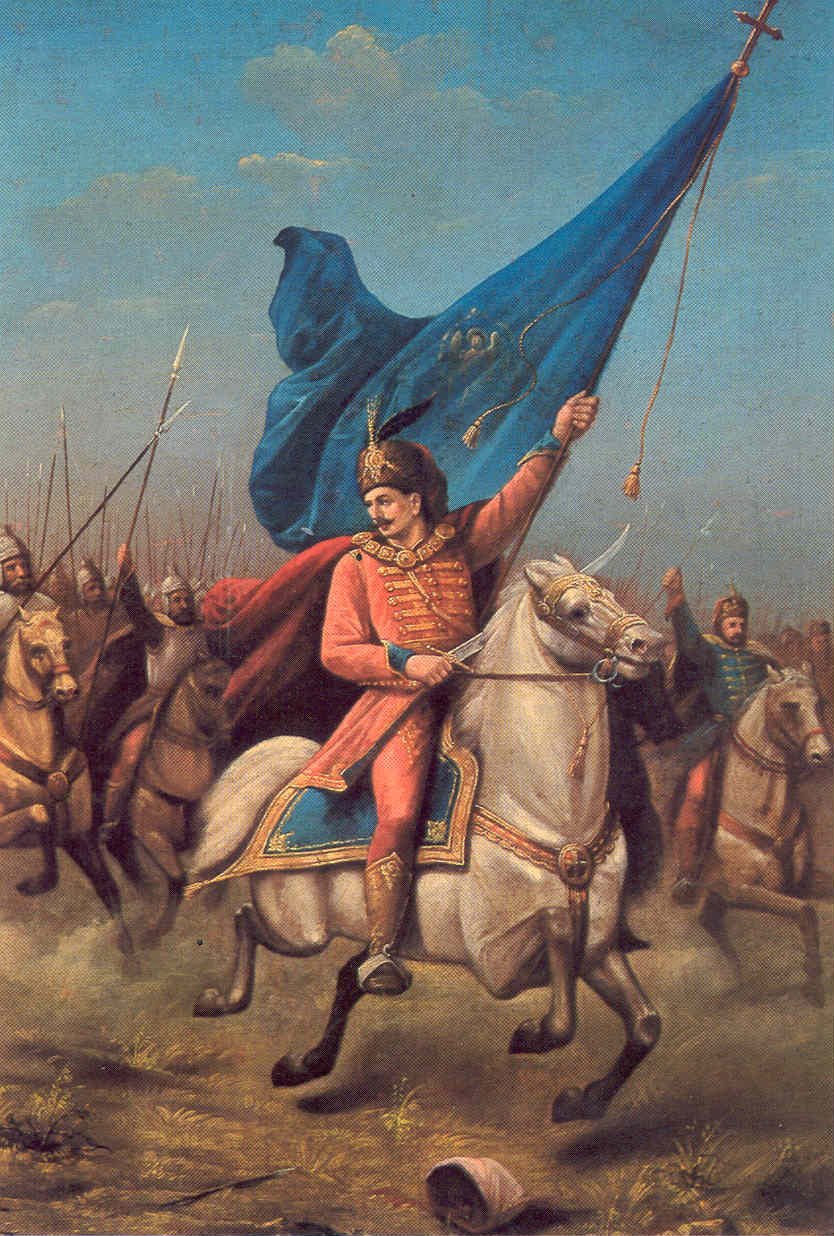
Бошко Югович, знаменоносец

В нескольких песнях фигурируют имена трех из братьев: Бошко, знаменосца косовском поле, затем Дамьян и Войин. По одной из версий среди братьев Юговичей были Войин, Милько, Марко, Любодраг, Радмило, Бошко, Стоян, Веселин и Власко-Дамьян. По другой версии, в одной из записей песни упоминаются Раваница, Петар, Никола и младший Момир.